# Entephria lacteofasciata
Entephria lacteofasciata là một loài bướm đêm trong họ Geometridae.